# パーフェクト・ストレンジャーズ
『パーフェクト・ストレンジャーズ』（Perfect Strangers）は、ディープ・パープルが1984年に発表した通算11作目、再結成後初のスタジオ・アルバム。

## 解説

### 経緯
1984年4月、ディープ・パープルが第2期のメンバーで再結成されることが発表された。リッチー・ブラックモアとロジャー・グローヴァーはレインボー、ジョン・ロードはホワイトスネイク、イアン・ギランはブラック・サバス、イアン・ペイスはゲイリー・ムーア・バンドを去って、第2期が終わった1973年6月30日以来、約11年ぶりに一堂に会した。
同年11月、本作が発表された。ディープ・パープルの新作アルバムとしては『カム・テイスト・ザ・バンド』（1975年）以来、第2期メンバーによる新作アルバムとしては『紫の肖像』（1973年）以来だった。

### 内容
オリジナルLPは8曲入りだったが、同時期に発表されたCDには「ノット・レスポンシブル」が追加された。
リマスターCDにはボーナス・トラックとして、シングル「パーフェクト・ストレンジャーズ」のカップリング曲だったインストゥルメンタル曲「サン・オブ・アレリック」が追加された。

## 反響
全英アルバムチャートでは15週チャート・インし、最高5位に達した。シングル・カットされた「パーフェクト・ストレンジャーズ」は全英シングルチャートで48位、「ノッキング・アット・ユア・バック・ドア」は68位に達した。
日本のオリコンLPチャートでは4位に達して『マシン・ヘッド』（1972年）以来のトップ10入りを果たした。アメリカのBillboard 200では最高17位に達し、『嵐の使者』（1974年）以来10年振りにトップ20入りして、1985年4月にはRIAAによってプラチナ・ディスクに認定された。

## 収録曲
特記なき楽曲はリッチー・ブラックモア、イアン・ギラン、ロジャー・グローヴァーの共作。LPは1-8のみ収録。
1. ノッキング・アット・ユア・バック・ドア - Knocking at Your Back Door - 7:04
2. アンダー・ザ・ガン - Under the Gun - 4:38
3. ノーバディーズ・ホーム - Nobody's Home (Ritchie Blackmore, Ian Gillan, Roger Glover, Jon Lord, Ian Paice) - 3:59
4. ミーン・ストリーク - Mean Streak - 4:21
5. パーフェクト・ストレンジャーズ - Perfect Strangers - 5:28
6. ア・ジプシーズ・キッス - A Gypsy's Kiss - 5:12
7. ウェイステッド・サンセッツ - Wasted Sunsets - 3:55
8. ハングリー・デイズ - Hungry Daze - 4:58
9. ノット・レスポンシブル - Not Responsible - 4:47

### リマスターCDボーナス・トラック
1. サン・オブ・アレリック - Son of Alerik (R. Blackmore) - 10:07

## カヴァー
- パーフェクト・ストレンジャーズ
  - ドリーム・シアター - ライヴで演奏。アルバム『ア・チェンジ・オブ・シーズンズ』（1995年）にライヴ音源が収録された。
  - ヨルン - カヴァー・アルバム『アンロッキング・ザ・パスト』（2007年）に収録。
  - ディム・ボルギル - 『アブラハダブラ - Abrahadabra』（2010年）にボーナス・トラックとして収録。

## 参加ミュージシャン
- イアン・ギラン - ボーカル
- リッチー・ブラックモア - ギター
- ジョン・ロード - オルガン、キーボード
- ロジャー・グローヴァー - ベース
- イアン・ペイス - ドラムス